# Watts Summit
Il Watts Summit (in lingua inglese: Cima Watts) è un picco roccioso antartico, alto 1.785 m, situato sullo spigolo sudoccidentale della Lexington Table, nel Forrestal Range dei Monti Pensacola, in Antartide. 
La cima è stata mappata nel 1967 dall'United States Geological Survey (USGS) sulla base di rilevazioni e foto aeree scattate dalla U.S. Navy nel 1964.
La denominazione è stata assegnata dall'Advisory Committee on Antarctic Names (US-ACAN) in onore di Raymond D. Watts, geofisico dell'United States Geological Survey (USGS) che ha lavorato nel Forrestal Range e nel Dufek Massif nel 1978-79.